# Dolenje Mokro Polje
Dolenje Mokro Polje je vas v Občini Šentjernej.
Vas je bila prvič omenjena leta 1227 kot Unter Nassenfeld (poslovenjeno: »spodnja mokra njiva«). V njej sta imela viteza Majnhard in Rudolf Nazzenvelt stolpast dovorec. Zaradi poplav so se vaščani začeli naseljevati na bližnji terasi, kjer vas stoji še danes. Na starem mestu se je ohranilo le nekaj razvalin vodnjakov. V Valvasorjevi Slavi vojvodine Kranjske je bil prvič dokumentiran dvorec Wernegkh, ki je bil v 19. stoletju ječa in vojaška karavla. Pod Gorjanci, mimo območja vasi je namreč vodila tobačna tihotapska pot na Hrvaško. Stavbo so podrli leta 1929. 
Po podatkih iz leta 2003 je v vasi 36 hiš. Vaščani obiskujejo cerkev Sv. Žige v sosednji vasi Polhovica.